# Kerry blue terrier
El Kerry Blue Terrier és una raça de gos del grup dels terriers que es va originar a Kerry (Irlanda).

## Característiques
- Mida: De 46 a 49 cm.
- Pes: De 15 a 20 kg sent l'òptim desitjable 16 kg.
- Orelles: Petites en proporció al capdavant, en forma de V i les porta doblegades cap avall. Han de ser gruixudes.
- Cua: És curta, d'inserció alta i ha de ser recta quan està en moviment i erecta quan

està en atenció.
- Pèl: Ondulat, brillant i de consistència suau en comparació amb altres terriers.
- Colors permesos: Qualsevol tonalitat de blau i és una mica més fosc en les orelles. Neixen de

color negre i aquest es va aclarint, el que ha de passar abans dels 18 mesos d'edat.
- Grup: Terriers.

## Temperament
És un gos de caràcter fort, per això de vegades se l'ha acusat de ser poc tolerant, dels quals sobresurt la seva gran valentia i intel·ligència, reflectits sense cap dubte si d'ensinistrament es tracta. A més és noble i afectuós amb els seus.

## Història
La raça és originària de la regió muntanyosa de Kerry, a Irlanda. No hi ha referències literàries d'aquesta raça fins al segle xix i els seus antecessors són els mateixos que van originar el terrier irlandès, només que el kerry blue es va mantenir aïllat, mantenint la puresa de la seva raça fins al moment de descobrir les seves aptituds com a gos de combat, llavors es van dur a terme creuaments amb el Bedlington terrier, al qual se li deu la textura i aparença del pelatge de l'actual Kerry blue, i amb el Bull terrier, fixant amb aquest el caràcter actual de la raça que és el d'un gos valent i decidit. Segons altres autors, els avantpassats d'aquesta raça van arribar a l'illa supervivents d'un naufragi d'un vaixell que va sucumbir davant la badia de Tralee a finals del segle xviii, i que es van barrejar amb terriers locals produint un gos de capa blava, amb l'aspecte i temperament dels terriers. Una altra hipòtesi suggereix que aquesta raça va arribar a Irlanda el 1588 amb els vaixells de l'Armada Espanyola.
Cap al 1920 la raça tenia una gran expansió a Irlanda, representava el 25 per cent de tots els registres del Kennel Club Irlandès el 1924, convertint-se així en la mascota dels patriotes irlandesos que buscaven independitzar-se d'Anglaterra. Els aficionats americans presenten a la raça per primera vegada en el Westminster el 1922.

## Utilitat
Dedicat a la caça del teixó i de la guineu, gràcies a les seves sorprenents característiques com a nedador, també s'ha utilitzat en la cacera de llúdrigues. Aquesta raça va ser utilitzada per Anglaterra durant la Segona Guerra Mundial per detectar l'enemic, el seu pelatge fosc era un perfecte camuflatge.